# Dvory u Nymburka
Dvory (deutsch Dwory, 1939–45 Höfen) ist eine Gemeinde in Tschechien. Sie liegt vier Kilometer nordwestlich von Nymburk und gehört zum im Okres Nymburk.

## Geographie
Dvory befindet sich in der Quellmulde des Baches Liduška auf der Böhmischen Tafel. Östlich des Ortsteiles Veleliby verläuft die Eisenbahnstrecke von Nymburk nach Mladá Boleslav bzw. Jičín.
Nachbarorte sind Zavadilka und Jizbice im Norden, Krchleby, Obora und Všechlapy im Nordosten, Veleliby im Osten, Zdonín und Nymburk im Südosten, Kamenné Zboží im Süden, Kostomlaty nad Labem, Lány, Šibice und Hronětice im Südwesten, Vápensko und Kačerov im Westen sowie Čilec im Nordwesten.

## Geschichte
Die erste schriftliche Erwähnung von Dvorové Velelibští erfolgte im Jahre 1553 als Ludwig II. die Abgaben von Veleliby an die Stadt Nymburk übertrug. Zu dieser Zeit bestand das Dorf aus sieben Anwesen, die entweder der Kirche oder der Feste in Veleliby gehörten. 1558 erwarb Heinrich von Dohna die Güter in Veleliby und Dvorové Velelibští und schloss sie an die Herrschaft Benatek an. Er vergrößerte den herrschaftlichen Hof, der danach etwa die Hälfte des Dorfes umfasste. Bis 1652 wurden weitere Grundstücke des Dorfes an den Hof anschlossen, der in dieser Zeit den Namen Zdonín erhielt. 1840 bestand Dvory aus 36 Anwesen, die sich entlang der Straße nach Nymburk reihten.
Nach der Aufhebung der Patrimonialherrschaften bildete Dvory mit den Ortsteilen Čilec, Veleliby und Zdonín ab 1850 eine politische Gemeinde im Bezirk Poděbrady. 1907 löste sich Čilec los und bildete eine eigene Gemeinde. Ab 1920 wurde das Dorf durch Anlegung von Seitenstraßen erweitert. 1934 kam die Gemeinde zum Okres Nymburk.

## Gemeindegliederung
Die Gemeinde Dvory besteht aus den Ortsteilen Dvory (Dwory) und Veleliby (Wellelib) sowie der Ortslage Zdonín (Zdonin).

## Sehenswürdigkeiten
- Kirche St. Wenzel in Veleliby, der neoromanische Bau wurde zwischen 1876 und 1878 errichtet und am 20. Oktober 1878 von Erzbischof Friedrich zu Schwarzenberg geweiht
- Schloss Zdonín, erbaut 1903 für Jan Mazánek
- Kapelle in Dvory